# Гонало (Гаваї)
Гонало (англ. Honalo) — переписна місцевість (CDP) в США, в окрузі Гаваї штату Гаваї. Населення — 996 осіб (2020).

## Географія
Гонало розташоване за координатами 19°34′43″ пн. ш. 155°54′7″ зх. д. / 19.57861° пн. ш. 155.90194° зх. д. (19.578741, -155.901976).  За даними Бюро перепису населення США в 2010 році переписна місцевість мала площу 76,61 км², уся площа — суходіл.

## Демографія
Згідно з переписом 2010 року, у переписній місцевості мешкали 2423 особи в 800 домогосподарствах у складі 551 родини. Густота населення становила 32 особи/км².  Було 903 помешкання (12/км²).
Расовий склад населення:
| - 35,2 % — білих - 17,0 % — азіатів - 13,7 % — вихідців з тихоокеанських островів - 0,5 % — корінних американців - 0,3 % — чорних або афроамериканців - 6,9 % — осіб інших рас |

До двох чи більше рас належало 26,4 %. Частка іспаномовних становила 20,3 % від усіх жителів.
За віковим діапазоном населення розподілялося таким чином: 23,6 % — особи молодші 18 років, 63,3 % — особи у віці 18—64 років, 13,1 % — особи у віці 65 років та старші. Медіана віку мешканця становила 36,5 року. На 100 осіб жіночої статі у переписній місцевості припадало 103,6 чоловіків;  на 100 жінок у віці від 18 років та старших — 102,1 чоловіків також старших 18 років.
Середній дохід на одне домашнє господарство  становив 67 766 доларів США (медіана — 54 792), а середній дохід на одну сім'ю — 77 346 доларів (медіана — 57 443). Медіана доходів становила 36 300 доларів для чоловіків та 30 505 доларів для жінок. За межею бідності перебувало 14,5 % осіб, у тому числі 18,1 % дітей у віці до 18 років та 5,7 % осіб у віці 65 років та старших.
Цивільне працевлаштоване населення становило 1086 осіб. Основні галузі зайнятості: мистецтво, розваги та відпочинок — 20,3 %, роздрібна торгівля — 15,7 %, сільське господарство, лісництво, риболовля — 12,4 %, освіта, охорона здоров'я та соціальна допомога — 10,4 %.